# Euphorbia muscicola
Euphorbia muscicola är en törelväxtart som beskrevs av Merritt Lyndon Fernald. Euphorbia muscicola ingår i släktet törlar, och familjen törelväxter. Inga underarter finns listade i Catalogue of Life.